# Zduchovice
Zduchovice település Csehországban, a Příbrami járásban. Zduchovice Milešov, Solenice, Dolní Hbity, Kamýk nad Vltavou és Krásná Hora nad Vltavou településekkel határos. Lakosainak száma 315 fő (2024. január 1.).

## Népesség
A település lakosságának változását az alábbi diagram mutatja:
| Lakosok száma | 586  | 672  | 554  | 379  | 289  | 265  | 289  | 301  | 313  | 315  |
|               | 1869 | 1890 | 1921 | 1950 | 1980 | 2001 | 2017 | 2019 | 2022 | 2024 |